# Ithamar Lembo
Ithamar Lembo (11 de maio de 1966) é um ator, locutor, dramaturgo, roteirista e narrador brasileiro.

## Filmografia

### Televisão
| Ano       | Título                       | Personagem          | Notas                                         |
| --------- | ---------------------------- | ------------------- | --------------------------------------------- |
| 2019      | O Escolhido                  | Chefe Indiano       | Episódio: "Revelações Escritas"               |
| 2016      | Carrossel em Desenho Animado | Germano Ayala (voz) | Dublagem                                      |
| 2016      | Ligações Perigosas           | Delegado            |                                               |
| 2014      | Patrulha Salvadora           | Narrador            |                                               |
| 2013      | O Negócio                    | Chefe de polícia    | Episódio: "Reposicionamento"                  |
| 2013      | Carrossel                    | Narrador            | Episódio: "26 de julho"                       |
| 2012-2013 | Carrossel                    | Germano Ayala       |                                               |
| 2011      | Insensato Coração            | Inspetor Breno      |                                               |
| 2009      | Vende-se um Véu de Noiva     | Osvaldo             |                                               |
| 2009      | Força-Tarefa                 | Múcio               | Episódio: "Apenas Um Homem Honesto"           |
| 2009      | Caras & Bocas                | Guarda de trânsito  | Participação especial                         |
| 2008      | Casos e Acasos               | Lúcio               | Episódio: "A Aliança, a Queixa, e a Renúncia" |
| 2008      | Dance Dance Dance            | Juarez Xavier       |                                               |

### Cinema
| Ano  | Título      | Personagem         |
| ---- | ----------- | ------------------ |
| 2014 | A Despedida | Filho do Almirante |
| 2005 | Quarta B    | Jonas              |